# Ivan Southall
Ivan Francis Southall AM, DFC, né le 8 juin 1921 et mort le 15 novembre 2008, est un écrivain australien surtout connu pour ses œuvres pour jeunes adultes. Il a écrit plus de 30 livres pour enfants, six livres pour adultes et des ouvrages d'histoire, de biographie ou autres non-fiction. 

## Biographie
Ivan Southall est né à Melbourne, Victoria. Son père est mort quand il avait 14 ans, et lui et son frère Gordon ont été élevés par leur mère. Il est allé à l'école centrale de Mont Albert (où il a écrit la première de ses histoires de Simon Black) et plus tard à Box Hill Grammar, mais a été forcé de quitter l'école tôt et est devenu un apprenti graveur de processus. Il a rejoint la Royal Air Force en Grande-Bretagne et a été décoré de la Distinguished Flying Cross pour son rôle dans le naufrage d'un U-boot allemand, U-385, dans le golfe de Gascogne en 1944. Il est retourné en Australie avec son épouse anglaise, Joy Blackburn. Leur plus jeune fille est née avec le syndrome de Down.
Il s'est essayé à l'agriculture à Monbulk, mais la tentative a échoué, alors il est devenu un écrivain à plein temps.
Il a rencontré sa première femme, Joy Blackburn, pendant la Seconde Guerre mondiale et ils ont eu quatre enfants, Andrew, Roberta, Elizabeth et Melissa. Il s'est remarié à Susan Stanton, qu'il a rencontrée en 1974 lors de sa visite aux États-Unis pour donner la conférence May Hill Arbuthnot à l'université de Washington. Ivan Southall est décédé d'un cancer le 15 novembre 2008 à l'âge de 87 ans.
Sa fille Elizabeth a eu trois filles, dont l'aînée a été assassinée en 1999. Elizabeth a écrit un livre sur l'affaire en 2002 intitulé Perfect Victim. L'histoire a été adaptée dans un film intitulé In Her Skin en 2009.

## Écrivain
Ivan Southall a commencé sa carrière d'écrivain en écrivant principalement des récits historiques pour adultes. Il a nortamment écrit la biographie de Keith Truscott, un as de chasse australien qui a servi en Europe dans les dernières étapes de la bataille d'Angleterre et après, et plus tard à Darwin et à Milne Bay.
Ivan Southall a également écrit l'histoire officielle de son escadron de la Royal Australian Air Force dans le Sud de l'Angleterre, lorsqu'il était pilote de hydravions Short Sunderland. Plus tard, il publia une version de cette histoire sous le titre They Shall Not Pass Unseen et revint beaucoup plus tard sur ses expériences de combat à Sunderlands dans des livres destinés aux jeunes lecteurs.
Ivan Southall a également écrit Softly Tread the Brave, décrivant le courage des officiers de neutralisation des bombes de la Royal Australian Volunteer Naval Reserve, Hugh Syme et John Mold, qui ont servi en Angleterre à désarmer les mines de parachutisme. Ivan Southall a ensuite publié une version de cette histoire pour les jeunes lecteurs sous le titre Seventeen Seconds, le temps disponible pour courir au cas où le fusible de la mine serait déclenché accidentellement en essayant de la désarmer.
De 1950 à 1962, Ivan Southall a également écrit, pour les plus jeunes lecteurs, des histoires d'aventure sur un pilote courageux fictif, « Simon Black », un homologue australien du héros de William Johns « Biggles ». Plusieurs d'entre eux se sont aventurés dans la science-fiction, avec un vol spatial, des extraterrestres et des races humanoïdes perdues.
Après 1960, la carrière d'Ivan Southall a pivoté dans le monde quotidien des enfants et des adolescents. Ivan Southall traitait dans ses livres à la fois de la survie face à des événements dramatiques tels que les incendies et les inondations et de défis personnels et psychologiques. Il a été l'un des premiers à écrire spécifiquement pour les jeunes adultes.
Les romans pour enfants les plus connus d'Ivan Southall sont Hills End, Ash Road, Let the Balloon Go et Josh (1962 à 1971). La mouche de l' Ouest non-fiction raconte son expérience dans Short Sunderland hydravions pendant la Seconde Guerre mondiale. Il est le seul détenteur australien de la médaille annuelle de Carnegie pour les livres d'enfants britanniques, le prix de 1971 à Josh.
Une exposition rétrospective Southall de A à Z: Ash Road to Ziggurat a eu lieu à la Bibliothèque de l'État de Victoria en 1998 et est disponible en ligne. Elle comprend une entrevue menée en 1997, une biographie, une bibliographie et une exposition de dessins de couvertures de livres avec des informations sur les livres,,.

## Distinctions
Ivan Southall a remporté la médaille Carnegie 1971 de la Library Association, reconnaissant Josh comme le meilleur livre pour enfants de l'année par un sujet britannique.  Il a été le premier médaillé de l'extérieur du Royaume-Uni et reste le seul d'Australie,,.
Ash Road, To the Wild Sky, Bread and Honey et le documentaire Fly West ont tous été nommés CBCA Australian Children's Book of the Year (1966 à 1976).
Son ouvrage Josh figure dans la « Honor List » 1974, de l' Union internationale pour les livres de jeunesse (IBBY).
Ivan Southall a été nommé membre de l'ordre d'Australie en 1981.
En 2003, il a reçu la médaille Dromkeen de la Oldmeadow Foundation pour sa contribution à vie à la littérature pour enfants en Australie.
Plus tôt cette année-là, le prix Phoenix de la Children's Literature Association avait reconnu The Long Night Watch (Methuen Children's Books, 1983) comme le meilleur livre pour enfants de langue anglaise qui n'avait pas obtenu de prix majeur lors de sa parution vingt ans plus tôt. Il porte le nom du mythique oiseau phénix, qui renaît de ses cendres, pour suggérer la sortie du livre de l'obscurité
. 
The Sly Old Wardrobe, écrite par Ivan Southall et illustrée par Ted Greenwood, a été nommée Livre illustré pour enfants de l'année en 1969.

## Œuvres

### Non fiction
- The Weaver from Meltham  (Melbourne: Whitcombe & Tombs, 1950) - à propos du fabricant de tapis de South Geelong Godfrey Hirst
- The Story of The Hermitage: the first fifty years of the Geelong Church of England Girls 'Grammar School (Melbourne: FW Cheshire, 1956)
- They Shall Not Pass Unseen (Sydney: Angus et Robertson, 1956)
- A Tale of Box Hill: Day of the Forest (Box Hill : Box Hill City Council, 1957)
- Bluey Truscott (Angus et Robertson, 1958)
- Softly Tread the Brave (1960) à propos des démineurs australiens John Mold et Hugh Syme (GC)
- Seventeen Seconds (1960) une version abrégée de Softly Tread the Brave
- Journey into Mystery (1961)
- Parson on the Track (1961)
- Indonesia face to face (1964)
- Lawrence Hargrave (1964), dans la série Six Great Australians
- Rockets in the Desert: The Story of Woomera (1965)
- The Challenge: Is the Church Obsolete? (1966)
- Fly West (1974)
- A Journey of Discovery: on writing for children (1975)

### Fiction
- Simon Black series (RAAF adventure stories)[14]
  - Meet Simon Black (1950)
  - Simon Black in Peril (1951)
  - Simon Black in Space (1952)
  - Simon Black in Coastal Command (1953)
  - Simon Black in China (1954)
  - Simon Black and the Spacemen (1955)
  - Simon Black in the Antarctic (1956)
  - Simon Black Takes Over (1959)
  - Simon Black at Sea (1961)

After Simon Black, Southall changed emphasis "from the actual adventure... to the depiction of the way children respond, interact and grow".
- Hills End (1962) (les rescapés du val perdu, Éditions de l'amitié-G. T. Rageot, coll. Bibliothèque de l'amitié, 1973)
- Ash Road (1965) (Course contre le feu, Éditions de l'amitié-G. T. Rageot, coll. Bibliothèque de l'amitié, 1974)
- The Foxhole (1967)
- To the Wild Sky (1967)
- Sly Old Wardrobe (1968), pictures by Ted Greenwood
- Let the Balloon Go (1968)
- Finn's Folly (1969)
- Chinaman's Reef is Ours (1970)
- Bread and Honey (1970); US title, Walk a Mile and Get Nowhere[14]
- Josh (1971)
- Benson Boy (1972)
- Head in the Clouds (1972)
- Matt and Jo
- What About Tomorrow (1977)[15]
- King of the Sticks (1979)
- The Golden Goose (1981) — sequel to King of the Sticks
- The Long Night Watch (1983)
- Rachel (1986)
- Blackbird (1988)
- The Mysterious World of Marcus Leadbeater (1990)
- Ziggurat (1997)